# 久保田高
日本の実業家、著作家、投資家、ブロガーである。

## 経歴
- 2001年4月、青山学院大学入学